# Гелдагана
Гелдагана (чечен. Гелдагана) — село в Курчалоевском районе Чеченской Республики. Административный центр Гелдаганского сельского поселения.

## География
Село расположено на правом берегу реки Хулхулау и на обоих берегах реки Ахко, у западной окраины районного центра — Курчалой и в 32 км к юго-востоку от города Грозный.
Ближайшие населённые пункты: на северо-востоке — село Иласхан-Юрт, на востоке — город Курчалой, на юго-востоке — село Ники-Хита, на юго-западе — село Автуры, на западе — село Герменчук и на северо-западе — село Цоци-Юрт.

## История
История села Гелдаган начинается примерно с 1780 года. В те времена в местности, где жили ялхой, началась эпидемия холеры, и люди спустились на равнину в надежде спастись от этой страшной болезни. Ялхой поселились в селе Курчалой, Майртуп, Автуры, Сунжа, Братское и Гелдаган. Первоначально было три хутора — Моци Ирзо, Оспан-Юрт (1успан-Ойл), Ширгелган.

### Период Кавказских войн
Аул Гелдаган играл значимую роль в истории Чечни благодаря своему стратегическому расположению. В период Кавказских войн и правления Имама Шамиля, он был часто использован как место сбора армии мятежного имама для дальнейших нападений на царские войска. Однако, аул стал объектом карательных экспедиций царской армии.
В 1819 году, село было разорено и сожжено в результате карательной экспедиции генерала Ермолова. В январе 1831 генерал Вельяминов возглавил экспедицию на разорение аула Гелдаган. Войска генерала столкнулись с упорным сопротивлением чеченцев из лесного массива уже не далеко от аула. Царские войска безуспешно предпринимали попытки подавить противника артиллерией, и каждый раз, когда войска переходили в наступление, огонь открывался по передовым отрядам.
Около двух с половиною верст по всему протяжению дороги, идущей через лес, чеченцы, защищая места, укрепленные самою натурою, дрались с величайшим ожесточением. Несколько раз кидались они с яростью в шашки; но цепь войск наших, а в особенности Тарутинского полка, отразила их штыками, и только мужество им противопоставленное могло остановить ихВоспоминание о бое Генерала  
А.А. Вельяминов
Благодаря скорому переходу лесного массива, силы сопротивления отступили в аул. Генерал Вельяминов отдал приказ обстрелять аул из артиллерии и двинул на штурм Бородинский пехотный полк и батальон 43-го егерского полка, под начальством подполковника Киприянова.
Благодаря численному и техническому превосходству, аул вскоре перешел в руки царской армии, которая сожгла его на следующий день при продвижении дальше вглубь Чечни.
В 1841 году, в дальнейшем ходе Кавказской войны, аул Гелдаган стал свидетелем жестоких боев между царскими войсками и горцами. Экспедиция генерала Граббе по дороге из Герменчука в Гелдаган столкнулась с сильным сопротивлением горцев, которые умело использовали густые леса для защиты от артиллерии противника. Несмотря на частые перестрелки и препятствия, войска генерала Граббе продвигались к аулу, уничтожая хутора на своем пути. Однако сопротивление чеченцев было настолько сильным, что Граббе вынужден был остановиться перед входом в горы.
В 1842 году территория Чечни была разделена на три наибства для укрепления границ и контроля за территорией. Аул Гелдаган состоял Мичиковского наибства под предводительством, Шоипа-Мулы. Это наибство состояло из 12 тысяч семей и играло важную роль в сдерживании царских экспедиции вглубь горной Чечни.
В январе 1845 года аул Гелдаган стал местом сбора для армии наибов Большой и Малой Чечни в количестве более трех тысяч всадников, готовившихся к нападению на линию вдоль реки Терек. Однако, благодаря заблаговременному оповещению о готовящейся вылазке войск Шамиля, российский генерал-лейтенант Густав Гасфорт успел стянуть войска с соседних гарнизонов для обороны прилегающих аулов.
Утром отряды Шамиля выдвинулись из Гелдаган и разделились на две части. Конница из Малой Чечни направилась на Брагуны, уничтожая заставы неприятеля под покровом тумана. Однако, казаки не позволили дальше продвинуться незаметным отрядам и вынудили их отказаться от атаки. Другой отряд попутно напал на отряд царских войск и двинулся к деревне Парбочевой, однако встретил сопротивление и был вынужден вернуться обратно без особых успехов и большой добычи.
В июле 1847 года отряд чеченцев пленял армейского штабс-капитана И. А. Клингера у станицы Старогоадовской. Клингер удерживался в плену 2,5 года в Гелдаган, в местечке под названием Оспан-ойл, в резиденции наиба Шамиля, Тарама. Во время своего плена он изучил чеченский язык и культуру местных жителей, так же им одним из первых были сделаны нотные записи чеченских песен. После освобождения он опубликовал свои воспоминания под названием «Кавказский пленник» в журнале «Русский Архив» и издал книгу «Быт и нравы чеченцев».
6 января 1852 года аул Гелдаган вновь подвергся сожжению со стороны царских войск. В ходе Зимней экспедиции под предводительством князя Барятинского, после подавления сопротивления, два кабардинских батальона получили разрешение на разорение аула в честь праздника полка. Жители села заблаговременно эвакуировались, несмотря на это вечером того же дня, аул был сожжен.

За движение чеченского отряда к Автурам и Гелдаген князь Барятинский, представленный наместником к Ордену Святого Георгия 3-й степени, произведен в генерал-лейтенанты; флигель-адъютант князь Воронцов получил Орден Святого Георгия 4-й степени. Отношение главнокомандующего к военному министру оканчивается следующими словами: 
Что касается до представления генерал-майора князя Барятинского о пожаловании командиру имени моего полка флигель-адъютанту полковнику князю Воронцову Ордену Святого Георгия 4-й степени, то, как отец, не излагаю свое мнение, но смею только препроводить оное при сем в подлиннике на Всемилостивейшее благоусмотрение(12-го января № 2)
К концу февраля 1852 года, аул был восстановлен за полтора месяца. В ходе нового наступления на Большую Чечню, отряды Барятинского столкнулись с сильным сопротивлением со стороны чеченцев. В густых лесах окрестностей, партии горцев атаковали неприятеля со всех сторон, блокируя и уничтожая отряды солдат. Барятинский потерял убитыми 180 человек и 204 ранеными во время продвижения через Гелдагеновский орешник.
В августе 1852 года Шамиль созывает войска из большой и нагорной Чечни в ауле Гелдаган в количестве 3 тысяч человек. Целью была совершить вылазку на Грозненский округ, осуществив обманный маневр с отвлечением противника у Алхан-Юрта и Ханкальского ущелья, пока основная группа атакует аулы вблизи крепости Грозный. Однако ночью перед нападением враг был осведомлен о целях и планируемых маневрах Шамиля, что привело к сокрушительному поражению его войска.
В середине январе 1857 году новую экспедицию по разорению Чечни возглавил граф Н. И. Евдокимов. За день до начала экспедиции граф докладывал генералу Милютину:
Сегодня выезжаю я во второй чеченский поход. Войска сосредоточатся к вечеру за Аргуном и завтра стянутся на Джалке. Чтобы сократить наши занятия во втором периоде, я собрал войск больше, чем предполагалось, и буду стараться с этими средствами открыть Чечню для летних движений и вдоль, и поперек. Генерал-маиор барон Л. Николаи будет действовать через Маюртупскую просеку на Гелдыгенский лес с одной, а я, от Джалки, с другой стороны. Дело это скоро кончится; тогда мы сделаем то же с Автуры лесом; потом прорубим Герзелинский лес, через Гертме на Гелдыген, расчистим Шалинскую просеку и увидим, что должно будет делать впередН. И. Евдокимов
20-го числа царские отряды, оставив свою оборонительную позицию на Джалке, двинулись к аулу Гелдаган, с целью открыть путь дальше вглубь Чечни через Майртупскую просеку. Несмотря на увеличивающееся количество чеченцев, Н. И. Евдокимов решил избрать окольный путь, ожидая сопротивление на пути движения и желая исследовать новую территорию.
Под густым туманом и через труднопроходимую местность, царские войска продвигались, вынужденно останавливаясь, чтобы прокладывать дорогу. Они перешли через реку Хулхулау и достигли Гелдаган, встретив сопротивление и стрельбу со стороны горцев. После объединения обоих отрядов, войска уничтожали аулы.
В 1877 году, в ходе Русско-турецкой войны, на Кавказском фронте началось восстание под предводительством Алибека-Хаджи Алдамова. Уже 21 апреля 1877 года 7 сел перешли на сторону Алибека-Хаджи Алдамова, включая аул Гелдаган. 22 апреля того же года произошло крупное сражение между армией мятежников Алибека-Хаджи и отрядами полковника Нурида и подполковника Долгова, состоящими из 4-х батальонов Куринского и Навагинского полков, сотни Сунженского полка и 6 орудий добровольческого отряда местной офицерско-купеческой верхушки. В этом сражении царские войска потерпели поражение и отступили через Гелдаган к Герменчуку.
- Центральная часть села, вторая половина XIX века
- Фотография, сделанная в крепости Грозная после приговора, зачитанного военно-полевым судом в декабре 1877 года. В центре — Ума-Хаджи, справа от него — Алибек-Хаджи

### Советский период
В 1944 году, после депортации чеченцев и ингушей, и упразднения Чечено-Ингушской АССР, село Гелдагана было переименовано в село Новая Жизнь и временно заселено выходцами из соседнего Дагестана.
Постановлением Президиума Верховного Совета ЧИАССР от 14 августа 1989 года селу было возвращено историческое название.
25 октября 2011 года в селе открыта соборная джума-мечеть им. Макки Даудовой.

## Население
| 1970    | 1979    | 1990    | 2002    | 2010    | 2012    | 2013    |
| ------- | ------- | ------- | ------- | ------- | ------- | ------- |
| 5357    | ↘5333   | ↘5020   | ↗11 875 | ↗12 350 | ↗12 589 | ↗12 689 |
| 2014    | 2015    | 2016    | 2017    | 2018    | 2019    | 2020    |
| ↗12 866 | ↗13 058 | ↗13 269 | ↗13 433 | ↗13 661 | ↗13 876 | ↗14 111 |
| 2021    | 2023    | 2024    |         |         |         |         |
| ↘11 021 | ↗11 282 | ↗11 553 |         |         |         |         |

Национальный состав
По данным Всероссийской переписи населения 2010 года:
| Народ   | Численность, чел. | Доля от всего населения, % |
| ------- | ----------------- | -------------------------- |
| чеченцы | 12 300            | 99,60 %                    |
| другие  | 50                | 0,40 %                     |
| всего   | 12 350            | 100,00 %                   |

## Улицы
Улицы села:
| - Улица А-Х. Кадырова, - Улица А. Агуева, - Улица А. Ахмарова, - Улица А. Кадырова, - Улица А. Митаева, - Переулок А. Пушкина, - Улица А. Шерипова, - Улица Беноеваская, - Улица Восточная, - Улица Габаева, - Улица Гагарина, - Улица Д. Сангириева, - Улица Дружбы, - Переулок Дружбы, - Улица Западная, - Улица Исраилова, - Улица Комсомольская, - Улица Ленина, - Переулок Ленина, - Улица Лесная, - Улица М. Даудова, - Улица М. Хатуева, - Улица Молодёжная, | - Улица Окружная, - Улица Окружной, - Улица Партизанская, - Улица Пионерская, - Улица Планерская, - Переулок Пушкина, - Улица Р. Кадырова, - Улица Р. Межидова, - Улица Рабочая, - Улица Речная, - Улица С. Шутаева, - Улица Северная, - Улица Солнечная, - Улица Т. Идрисова, - Улица Титова, - Улица У. Исраилова, - Улица У. Минкаева, - Улица Х. Нурадилова, - Улица Х. Хаджиева, - Улица Центральная, - Улица Ч. Хахаева, - Улица Ш. Минкаева, - Улица Школьная. |

## Тайпы
Тайповый состав села:
- Ялхой,
- Беной,
- Цонтарой,
- Гуной,
- Кей,
- Шикарой,
- Макажой,
- Эрсаной,
- Харачой,
- Айткхаллой,
- Шоной.

## Галерея
- Центральная часть села, вторая половина XIX века
- Главная мечеть села